# Sercan Sararer
Sercan Sararer est un footballeur turc, né le 27 novembre 1989 à Nuremberg. Il évolue au poste de milieu offensif.

## Biographie
En 2000, il rejoint l'équipe des jeunes du SpVgg Greuther Fürth.
Après la fin de son contrat à Fürth le 1er juillet 2013 Sararer est transféré au VfB Stuttgart.

## Palmarès
- SpVgg Greuther Fürth
  - Champion de 2.Bundesliga en 2012.

## Statistiques
| Saison    | Club                 | Pays         | Championnat        | Coupes nationales | Coupes d'Europe | Turquie  |
| --------- | -------------------- | ------------ | ------------------ | ----------------- | --------------- | -------- |
| 2008-2009 | SpVgg Greuther Fürth | 2.Bundesliga | 13 matchs / 3 buts | -                 | -               | -        |
| 2009-2010 | SpVgg Greuther Fürth | 2.Bundesliga | 12 matchs          | -                 | -               | -        |
| 2010-2011 | SpVgg Greuther Fürth | 2.Bundesliga | 27 matchs / 7 buts | 1 match / 1 but   | -               | -        |
| 2011-2012 | SpVgg Greuther Fürth | 2.Bundesliga | 34 matchs / 9 buts | 5 matchs / 4 buts | -               | 4 matchs |
| 2012-2013 | SpVgg Greuther Fürth | Bundesliga   | 22 matchs / 1 but  | 1 match           | -               | 7 matchs |
| 2013-2014 | VfB Stuttgart        | Bundesliga   |                    |                   |                 |          |

Dernière mise à jour le 19 mai 2013